# Афзалов Віктор Мусавірович
Віктор Мусавірович Афзалов (рос. Виктор Мусавирович Афзалов; 9 червня 1968, Укромне) — російський воєначальник, генерал-полковник ПКС РФ.

## Біографія
З 1985 року служив у військах ППО, перша посада — начальник розрахунку відділення бойового управління групи зенітних ракетних дивізіонів корпусу ППО. Потім проходив службу на посадах заступника командира дивізіону із озброєння, командира радіотехнічної батареї зенітного ракетного дивізіону корпусу протиповітряної оборони, командира зенітного ракетного дивізіону, начальника штабу — заступника командира зенітного ракетного полку, командира зенітного ракетного полку корпусу протиповітряної оборони.
В 1989 році закінчив Пушкінське вище військове училище радіоелектроніки ППО, в 2000 році — Військовий університет ППО. В 2007—2008 роках — начальник штабу і заступник командира дивізії протиповітряної оборони. В 2010 році закінчив Військову академію Генерального штабу. В 2010/12 роках — командир 4-ї бригади повітряно-космічної оборони. В 2012/17 роках — начальник штабу і перший заступник командувача 11-ї армії ВПС і ППО.
З липня 2017 року — командувач 11-ї армії ВПС і ППО.
З серпня 2018 року — начальник головного штабу і перший заступник головнокомандувача Повітряно-космічними силами. Тимчасово виконував обов'язки головнокомандувача ПКС під час знаходження головнокомандувача генерала армії Сергія Суровікіна у відрядженні в Сирії у 2020 році та на посаді начальника та заступника командувача російськими військами в Україні в 2022/23 роках.
Після усунення Суровікіна з посади 23 серпня 2023 року знову виконував обов'язки головнокомандувача, з 20 жовтня 2023 року — головнокомандувач ПКС Росії.

## Особисте життя
Одружений. Має двох синів. Живе в Балашисі.

## Санкції
18 грудня 2023 року, через російський напад на Україну, потрапив під санкції країн Євросоюзу, як «відповідальний за проведення повітряних операцій проти України під час агресивної війни Росії проти України».
20 грудня 2023 року доданий до санкційного списку Швейцарії.

## Звання
- Генерал-лейтенант (11 червня 2019)[13]
- Генерал-полковник (7 грудня 2022)[14]

## Нагороди
- Орден «За заслуги перед Вітчизною» 4-го і 3-го ступеня
- Медаль ордена «За заслуги перед Вітчизною» 1-го ступеня
- Орден Олександра Невського
- Орден «За військові заслуги»
- Медаль «За військову доблесть» 2-го ступеня
- Медаль «За відзнаку у військовій службі» 3-го, 2-го і 1-го ступеня (20 років)
- Медаль «Учаснику військової операції в Сирії»